# Héctor Wittwer
Héctor Wittwer (* 1969) ist ein deutscher Philosoph und Hochschullehrer.

## Leben
Wittwer wuchs in der ehemaligen DDR in Ribnitz-Damgarten in der Nähe der Ostseeküste auf. Von 1983 bis 1987 besuchte er als Internatsschüler die Erweiterte Oberschule „Friedrich-Ludwig-Jahn“ in Greifswald. Dort legte er 1987 das Abitur ab. Danach leistete er seinen Militärdienst in der Nationalen Volksarmee ab. Nach der deutschen Wiedervereinigung studierte er zunächst im Studienjahr 1990/91 zwei Semester Sinologie an der Humboldt-Universität zu Berlin. Er brach dieses Studium dann jedoch ab. Von 1991 bis 1996 studierte er Philosophie an der Humboldt-Universität und Lateinamerikanistik an der Freien Universität Berlin. Das Studium schloss er mit dem Magister Artium ab. Zu seinen akademischen Lehrern zählten Volker Gerhardt und Herbert Schnädelbach in der Philosophie sowie Ulrich Fleischmann und Victor Farías in der Lateinamerikanistik. Das Studienjahr 1995/96 verbrachte Wittwer als Stipendiat der Französischen Regierung an der Université Charles de Gaulle in Lille (Université Lille III). Er erwarb dort den Abschluss „maîtrise de philosophie“.
Von 1997 bis 1999 war Wittwer Promotionsstipendiat des Landes Berlin. Ab 1999 war er als Wissenschaftlicher Mitarbeiter, später als Wissenschaftlicher Assistent bei Volker Gerhardt an der HU Berlin beschäftigt. Dort promovierte im Jahr 2001 mit einer Arbeit zum Thema Selbsttötung als philosophisches Problem. Im Jahr 2007 habilitierte er sich ebenda. Der Titel seiner Habilitationsschrift lautet Ist es vernünftig, moralisch zu handeln? Zwischen 2008 und 2014 war er als Vertretungsprofessor in Hamburg, Dortmund, Zürich und Düsseldorf tätig. Im Studienjahr 2009/2010 war er Research Fellow am Forschungsinstitut für Philosophie (fiph) in Hannover, von 2010 bis 2014 Heisenberg-Stipendiat der Deutschen Forschungsgemeinschaft. Seit September 2014 lehrt er als Professor für Praktische Philosophie an der Otto-von-Guericke-Universität Magdeburg. Im Sommersemester 2015 und im Wintersemester 2017/18 war er Fellow in der Kollegforschergruppe „Normenbegründung in Medizinethik und Biopolitik“ an der Westfälischen Wilhelms-Universität Münster.
Im Jahr 2003 gewann Héctor Wittwer den Ersten Preis für die Beantwortung der vom Forschungsinstitut für Philosophie Hannover ausgeschriebenen wissenschaftlichen Preisfrage „Welt ohne Tod – Hoffnung oder Schreckensvision?“. Für seine Dissertation über den Suizid wurde ihm im Jahr 2005 von der Freien und Hansestadt Hamburg das Lessing-Stipendium verliehen.

## Philosophische Positionen

### Selbsttötung und ärztliche Beihilfe zum Suizid
In seinem Buch Selbsttötung als philosophisches Problem von 2003 vertritt Wittwer die These, dass es prinzipiell sowohl vernünftig als auch moralisch erlaubt sein kann, sich zu töten. Er beansprucht in diesem Buch, alle aus der Geschichte der Philosophie bekannten Argumente gegen die Möglichkeit einer rationalen und moralisch erlaubten Selbsttötung widerlegt zu haben. In seiner 2020 erschienenen Monographie Das Leben beenden setzt er sich dafür ein, dass die ärztliche Beihilfe zur Selbsttötung unter strengen Auflagen legalisiert wird. Dabei sollte das Vorliegen einer unheilbaren körperlichen Krankheit eine notwendige, aber keine hinreichende Bedingung für die Zulässigkeit der Suizidbeihilfe sein. Wittwer zufolge müssen die ärztliche Beihilfe zur Selbsttötung und die ärztliche Tötung auf Verlangen („direkte aktive Sterbehilfe“) moralisch unterschiedlich bewertet werden. Vor allem dann, wenn Sterbehilfe auch auf den bloß mutmaßlichen Wunsch der Patientin hin geleistet werden dürfe, bestehe bei der direkten aktiven Sterbehilfe die Gefahr, dass Patienten getötet würden, die zum Zeitpunkt der Tötung weiterleben wollen. Darum solle die ärztliche Tötung auf Verlangen verboten bleiben.

### Philosophie des Todes
Wittwer hat wiederholt die verbreitete Annahme kritisiert, dass der Tod unbegreifbar ist oder dass wir nicht wissen können, was nach dem Tod kommt. Außerdem hat er sich kritisch mit dem Begriff des personalen Todes auseinandergesetzt und die These vertreten, dass dieser Begriff irreführend ist und darüber hinaus inakzeptable Konsequenzen hat. Zum Beispiel könne die Frage, wann ein Individuum X gestorben sei, nicht mehr eindeutig beantwortet werden, wenn man zwischen dem „bloß biologischen“ und dem „personalen Tod“ unterscheide.
In Bezug auf den ontischen Status des menschlichen Leichnams vertritt Wittwer die Auffassung, dass Menschen nacheinander auf zwei verschiedene Weisen existieren können, zuerst als lebende Menschen und danach als tote Menschen. Leichname sind mit früher lebenden Menschen nicht nur numerisch, sondern auch menschlich identisch.

### Unsterblichkeit
Wittwer vertritt die These, dass es sich bei dem Jahrtausende alten Traum von der Erlangung der Unsterblichkeit um einen unbedachten Wunsch handelt. Wenn man gründlich über das Problem nachdenke, zeige sich, dass weder die Unsterblichkeit der Seele noch die Erlangung der körperlichen Unsterblichkeit wünschenswert sind. Die ewige Fortexistenz nach dem Tod als körperlose Seele sei deshalb nicht wünschenswert, weil körperlose Seelen per definitionem weder handeln noch kommunizieren könnten. Sie wären daher zu ewiger Langeweile und Einsamkeit verurteilt.

### Metaethik
In seiner Habilitationsschrift Ist es vernünftig, moralisch zu handeln? argumentiert Wittwer für die These, dass unmoralische Handlungen nicht notwendigerweise unvernünftig sind. Deshalb könne man Menschen, die sich unmoralisch verhalten, keinen Mangel an Vernunft oder an Rationalität vorwerfen. Außerdem kritisiert Wittwer die weit verbreitete metaethische Annahme, dass moralischen Handlungsgründen im Falle eines Konflikts mit andersartigen Handlungsgründen stets der normative Vorrang zukommt. Wenn sich ein Mensch zwischen einem prudentiellen und einem moralischen Handlungsgrund entscheiden muss, dann seien für ihn beide Optionen rational erlaubt.

### Die Debatte über das Hirntodkriterium
In seinem Buch Hirntod  ‒ sind ‚Hirntote‘ wirklich tot? vertritt Wittwer die These, dass keines der Argumente, die für die Richtigkeit der Hirntodkonzeption vorgebracht wurden, zu überzeugen vermag. Darüber hinaus widersprächen sich diese Argumente sogar teilweise. Exemplarisch lasse sich das an der Argumentation der Mehrheit des Deutschen Ethikrats nachweisen. Diese enthalte zwei widersprüchliche Behauptungen: (i) Menschen, deren Gehirn seine Funktionsfähigkeit endgültig und vollständig verloren hat, sind tot, weil ihr Körper die Fähigkeit zur Integration der Körperfunktionen verloren hat. (ii) Obwohl der Körper eines Menschen nach dem Funktionsverlust seines Gehirns die Fähigkeit zur Integration aufrechterhalten könne, sei er tot, weil die Integration der Körperfunktionen in diesem Fall nicht selbstständig erfolge. ‒ Aus der Widerlegung der Argumente für die Hirntodkonzeption folge, dass die sogenannten Hirntoten leben. Diese Schlussfolgerung werfe die Frage auf, ob es moralisch zulässig sein könne, diesen Menschen, sofern sie eingewilligt haben, Organe zum Zweck der Transplantation zu entnehmen. Im Anschluss an andere Autoren bejaht Wittwer diese Frage.

## Schriften (Auswahl)
- Selbsttötung als philosophisches Problem. Über die Rationalität und Moralität des Suizids. Paderborn 2003, ISBN 3-89785-399-X.
- Philosophie des Todes. Stuttgart 2009, ISBN 978-3-15-020326-2.
- Ist es vernünftig, moralisch zu handeln?. Berlin 2010, ISBN 978-3-11-022790-1.
- Das Leben beenden. Über die Ethik der Selbsttötung. Paderborn 2020, ISBN 3-95743-138-7.
- als Herausgeber (mit Christoph S. Widdau): Das Recht auf Eigentum. Seine Begründung und seine Grenzen. Paderborn 2025, ISBN 978-3-95743-312-1.
- Hirntod ‒ sind ‚Hirntote‘ wirklich tot? Berlin 2024, ISBN 978-3-662-69464-0.